# 邢窑博物馆
邢窑博物馆现有两座，分别位于河北省邢台市内丘县、临城县。

## 内丘县
邢窑博物馆，位于河北省邢台市内丘县中兴北大街，是邢窑专业型博物馆。
2013年4月，内丘邢窑遗址当选2012年全国十大考古新发现。为科学推进邢窑遗址保护利用，内丘县规划了邢白瓷文化产业集聚区，拟投资21.6亿元人民币建设文化产业园区。2013年6月28日，“2012年度全国十大考古新发现——中国内丘邢窑遗址保护利用”启动仪式在内丘县举行，邢白瓷文化产业园同日动工。
2017年8月16日，内丘县举行中国内丘邢白瓷文化产业园“邢窑博物馆、邢瓷文化体验馆、邢窑遗址博物馆”揭牌仪式，中共内丘县委书记张辉、内丘县人民政府县长杨辉为“三馆”揭牌。三馆均在内丘县县城中兴北大街西侧，一字排开，北为邢窑博物馆，中间为邢瓷文化体验馆，南为邢窑遗址博物馆。邢窑博物馆总投资1.5亿元人民币，占地面积约53亩，建筑面积11000平方米，是收藏、展示、研究邢白瓷的专业型博物馆。2015年，该项目被评为河北省“双百工程”特色风貌建筑。馆内通过声、光、电等手段展示700多件邢瓷藏品。
邢窑博物馆南侧的邢瓷文化体验馆占地面积15亩，地上建筑面积3000平方米，作为邢窑博物馆功能扩充并独立运营的体验馆，为游客提供烧制成品瓷器的体验，并展示和出售瓷器。

## 临城县
邢窑博物馆，位于河北省邢台市临城县崆山白云洞风景区。2011年经河北省文物局批准注册。是古陶瓷专题博物馆。展出邢窑具代表性的隋代透影白瓷、唐代贡瓷等展品。